# Dr. Hook and the Medicine Show
Dr. Hook & The Medicine Show (från 1975 förkortad till Dr. Hook) var ett amerikanskt pop/countryrockband som bildades i Union City, New Jersey 1968. Originalbandet bestod av Ray Sawyer och Dennis Locorriere. Billy Francis, Jay David och George Cummings var också en del av originaluppsättningen men bytte bandmedlemmar en del genom åren.
Gruppen spelade en blandning av rock, country, soul och pop och var känd för sin humor och galna liveframträdanden. Mellan 1972 och 1982 hade Dr. Hook 20 singelsskivor på de amerikanska topplistorna.
Gruppen hade tidigt ett samarbete med Shel Silverstein och medverkade bland annat med Silversteins musik i filmen Vem är Harry Kellerman från 1970. Han skrev även flera av deras mest kända låtar, bland dem "Sylvia's Mother" och "Cover Of The Rolling Stone".
Originalgrupppen upplöstes 1986, men namnet levde vidare i olika konstellationer under ledning av Ray Sawyer.

## Medlemmar
- Billy Francis – keyboard (1967–1985; död 2010)
- Ray Sawyer – sång, gitarr, congas, maracas, basgitarr (1967–1983, död 2018)
- George Cummings – sologitarr steelgitarr, sång (1967–1975)
- Bobby Dominguez – trummor (1967)
- Jimmy "Wolf Cub" Allen – basgitarr (1967)
- Dennis Locorriere – sång, gitarr, basgitarr, munspel (1967–1985)
- Popeye Phillips – trummor (1967–1968)
- Joseph Olivier – trummor (1968)
- John "Jay" David – trummor (1968–1973)
- Rik Elswit – sologitarr, munspel, sång (1972–1985)
- Jance Garfat – basgitarr (1972–1985; död 2006)
- John Wolters – trummor (1973–1982, 1983–1985; död 1997)
- Bob 'Willard' Henke - gitarr (1976-1980; död 2023)
- Rod Smarr – gitarr (1980–1985; död 2012)
- Walter Hartman – trummor (1982–1983)
- Nancy Nash – körsång (1977–1979)
- Carol Parks – körsång (1977–1979)

## Diskografi
Album
- 1971 – Doctor Hook
- 1972 – Sloppy Seconds
- 1973 – Belly Up!
- 1975 – Bankrupt
- 1976 – A Little Bit More
- 1977 – Makin' Love and Music
- 1978 – Pleasure and Pain
- 1979 – Sometimes You Win
- 1980 – Rising
- 1981 – Live in the U.K.
- 1982 – Players in the Dark
- 1983 – Let Me Drink From Your Well

Singlar (topp 20 på Billboard Hot 100)

- 1972 – "Sylvia's Mother" (#5)
- 1972 – "The Cover of Rolling Stone" (#6)
- 1975 – "Only Sixteen" (#6)
- 1976 – "A Little Bit More" (#11)
- 1978 – "Sharing the Night Together" (#6)
- 1979 – "When You're in Love with a Beautiful Woman" (#6)
- 1979 – "Better Love Next Time" (#12)
- 1980 – "Sexy Eyes" (#5)